# Hoghiz
Hoghiz (węg. Olthévíz) – wieś w Rumunii, w okręgu Braszów, w gminie Hoghiz. W 2011 roku liczyła 2120 mieszkańców.